# Grand Prix Formule 1 van Singapore 2023
De Grand Prix Formule 1 van Singapore 2023 werd verreden op 17 september op het Marina Bay Street Circuit in Singapore. Het was de vijftiende race van het seizoen. Het circuit is iets korter dan voorgaande jaren door een recht stuk tussen bocht 15 en 16 waardoor vier bochten vervallen.
Liam Lawson verving, voor de derde keer op rij, Daniel Ricciardo die door herstel van een gebroken middenhandsbeentje niet in de AlphaTauri kon plaatsnemen.

## Vrije trainingen

### Uitslagen
- Enkel de top vijf wordt weergegeven.

| Vrije training 1 | Pos. | Nr. | Coureur          | Constructeur               | Tijd     |
| ---------------- | ---- | --- | ---------------- | -------------------------- | -------- |
| Vrije training 1 | 1    | 16  | Charles Leclerc  | Ferrari                    | 1:33.350 |
| Vrije training 1 | 2    | 55  | Carlos Sainz jr. | Ferrari                    | 1:33.428 |
| Vrije training 1 | 3    | 1   | Max Verstappen   | Red Bull Racing-Honda RBPT | 1:33.476 |
| Vrije training 1 | 4    | 4   | Lando Norris     | McLaren-Mercedes           | 1:33.522 |
| Vrije training 1 | 5    | 44  | Lewis Hamilton   | Mercedes                   | 1:33.540 |
| Vrije training 2 | Pos. | Nr. | Coureur          | Constructeur               | Tijd     |
| Vrije training 2 | 1    | 55  | Carlos Sainz jr. | Ferrari                    | 1:32.120 |
| Vrije training 2 | 2    | 16  | Charles Leclerc  | Ferrari                    | 1:32.138 |
| Vrije training 2 | 3    | 63  | George Russell   | Mercedes                   | 1:32.355 |
| Vrije training 2 | 4    | 14  | Fernando Alonso  | Aston Martin-Mercedes      | 1:32.478 |
| Vrije training 2 | 5    | 44  | Lewis Hamilton   | Mercedes                   | 1:32.585 |
| Vrije training 3 | Pos. | Nr. | Coureur          | Constructeur               | Tijd     |
| Vrije training 3 | 1    | 55  | Carlos Sainz jr. | Ferrari                    | 1:32.065 |
| Vrije training 3 | 2    | 63  | George Russell   | Mercedes                   | 1:32.134 |
| Vrije training 3 | 3    | 4   | Lando Norris     | McLaren-Mercedes           | 1:32.303 |
| Vrije training 3 | 4    | 1   | Max Verstappen   | Red Bull Racing-Honda RBPT | 1:32.378 |
| Vrije training 3 | 5    | 16  | Charles Leclerc  | Ferrari                    | 1:32.381 |

## Kwalificatie
Carlos Sainz jr. behaalde de vijfde pole position in zijn carrière.
| Pos.                | Nr. | Coureur          | Constructeur          | Kwalificatietijden | Kwalificatietijden | Kwalificatietijden | Grid   |
| Pos.                | Nr. | Coureur          | Constructeur          | Q1                 | Q2                 | Q3                 | Grid   |
| ------------------- | --- | ---------------- | --------------------- | ------------------ | ------------------ | ------------------ | ------ |
| 1                   | 55  | Carlos Sainz jr. | Ferrari               | 1:32.339           | 1:31.439           | 1:30.984           | 1      |
| 2                   | 63  | George Russell   | Mercedes              | 1:32.331           | 1:31.743           | 1:31.056           | 2      |
| 3                   | 16  | Charles Leclerc  | Ferrari               | 1:32.406           | 1:32.012           | 1:31.063           | 3      |
| 4                   | 4   | Lando Norris     | McLaren-Mercedes      | 1:32.483           | 1:31.951           | 1:31.270           | 4      |
| 5                   | 44  | Lewis Hamilton   | Mercedes              | 1:32.651           | 1:32.019           | 1:31.485           | 5      |
| 6                   | 20  | Kevin Magnussen  | Haas-Ferrari          | 1:32.242           | 1:31.892           | 1:31.575           | 6      |
| 7                   | 14  | Fernando Alonso  | Aston Martin-Mercedes | 1:32.584           | 1:31.835           | 1:31.615           | 7      |
| 8                   | 31  | Esteban Ocon     | Alpine-Renault        | 1:32.369           | 1:32.089           | 1:31.673           | 8      |
| 9                   | 27  | Nico Hülkenberg  | Haas-Ferrari          | 1:32.100           | 1:31.994           | 1:31.808           | 9      |
| 10                  | 40  | Liam Lawson      | AlphaTauri-Honda RBPT | 1:32.215           | 1:32.166           | 1:32.268           | 10     |
| 11                  | 1   | Max Verstappen   | Red Bull-Honda RBPT   | 1:32.398           | 1:32.173           |                    | 11     |
| 12                  | 10  | Pierre Gasly     | Alpine-Renault        | 1:32.452           | 1:32.274           |                    | 12     |
| 13                  | 11  | Sergio Pérez     | Red Bull-Honda RBPT   | 1:32.099           | 1:32.310           |                    | 13     |
| 14                  | 23  | Alexander Albon  | Williams-Mercedes     | 1:32.668           | 1:32.719           |                    | 14     |
| 15                  | 22  | Yuki Tsunoda     | AlphaTauri-Honda RBPT | 1:31.991           | Geen tijd          |                    | 15     |
| 16                  | 77  | Valtteri Bottas  | Alfa Romeo-Ferrari    | 1:32.809           |                    |                    | 16     |
| 17                  | 81  | Oscar Piastri    | McLaren-Mercedes      | 1:32.902           |                    |                    | 17     |
| 18                  | 2   | Logan Sargeant   | Williams-Mercedes     | 1:33.252           |                    |                    | 18     |
| 19                  | 24  | Zhou Guanyu      | Alfa Romeo-Ferrari    | 1:33.258           |                    |                    | Pit *1 |
| 20                  | 18  | Lance Stroll     | Aston Martin-Mercedes | 1:33.397           |                    |                    | WD     |
| 107% tijd: 1:38.430 |     |                  |                       |                    |                    |                    |        |

*1 Zhou Guanyu moest vanuit de pit starten omdat er aan zijn wagen is gewerkt onder Parc fermé condities.

## Wedstrijd
Carlos Sainz jr. behaalde de tweede Grand Prix-overwinning in zijn carrière.
| Pos.               | Nr. | Coureur          | Constructeur               | Rondes | Tijd / Oorzaak Uitval   | Grid | Punten |
| ------------------ | --- | ---------------- | -------------------------- | ------ | ----------------------- | ---- | ------ |
| 1                  | 55  | Carlos Sainz jr. | Ferrari                    | 62     | 1:46:37.418             | 1    | 25     |
| 2                  | 4   | Lando Norris     | McLaren-Mercedes           | 62     | +0.812                  | 4    | 18     |
| 3                  | 44  | Lewis Hamilton   | Mercedes                   | 62     | +1.269                  | 5    | 16S    |
| 4                  | 16  | Charles Leclerc  | Ferrari                    | 62     | +21.177                 | 3    | 12     |
| 5                  | 1   | Max Verstappen   | Red Bull Racing-Honda RBPT | 62     | +21.441                 | 11   | 10     |
| 6                  | 10  | Pierre Gasly     | Alpine-Renault             | 62     | +38.441                 | 12   | 8      |
| 7                  | 81  | Oscar Piastri    | McLaren-Mercedes           | 62     | +41.479                 | 17   | 6      |
| 8                  | 11  | Sergio Pérez     | Red Bull Racing-Honda RBPT | 62     | +59.534 *1              | 13   | 4      |
| 9                  | 40  | Liam Lawson      | AlphaTauri-Honda RBPT      | 62     | +1:05.918               | 10   | 2      |
| 10                 | 20  | Kevin Magnussen  | Haas-Ferrari               | 62     | +1:12.116               | 6    | 1      |
| 11                 | 23  | Alexander Albon  | Williams-Mercedes          | 62     | +1:13.417               | 14   |        |
| 12                 | 24  | Zhou Guanyu      | Alfa Romeo-Ferrari         | 62     | +1:23.649               | Pit  |        |
| 13                 | 27  | Nico Hülkenberg  | Haas-Ferrari               | 62     | +1:26.201               | 9    |        |
| 14                 | 2   | Logan Sargeant   | Williams-Mercedes          | 62     | +1:26.889               | 18   |        |
| 15                 | 14  | Fernando Alonso  | Aston Martin-Mercedes      | 62     | +1:27.603               | 7    |        |
| 16 †               | 63  | George Russell   | Mercedes                   | 61     | +1 ronde, ongeluk       | 2    |        |
| DNF                | 77  | Valtteri Bottas  | Alfa Romeo-Ferrari         | 51     | Technisch probleem      | 9    |        |
| DNF                | 31  | Esteban Ocon     | Alpine-Renault             | 42     | Versnellingsbak         | 8    |        |
| DNF                | 22  | Yuki Tsunoda     | AlphaTauri-Honda RBPT      | 0      | Botsing                 | 15   |        |
| WD                 | 18  | Lance Stroll     | Aston Martin-Mercedes      | 0      | Ongeluk kwalificatie *2 | -    |        |
| Bron: formula1.com |     |                  |                            |        |                         |      |        |

S Lewis Hamilton reed voor de vierenzestigste keer in zijn carrière een snelste ronde en behaalde hiermee een extra punt.

† Uitgevallen maar wel geklasseerd omdat er meer dan 90% van de race-afstand werd afgelegd.

*1 Sergio Pérez kreeg een tijdstraf van vijf seconden voor het veroorzaken van een botsing met Alexander Albon, dit had geen gevolgen voor de positie in de einduitslag.

*2 Lance Stroll had een zwaar ongeluk tijdens de kwalificatie. Vanwege de grote schade aan de auto en de gezondheidstoestand van Stroll werd besloten om niet deel te nemen aan de race.

## Tussenstanden wereldkampioenschap
Betreft tussenstanden voor het wereldkampioenschap na afloop van de race.

### Coureurs
| Pos. | Nr. | Coureur          | Constructeur               | Punten |
| ---- | --- | ---------------- | -------------------------- | ------ |
| 1    | 1   | Max Verstappen   | Red Bull Racing-Honda RBPT | 374    |
| 2    | 11  | Sergio Pérez     | Red Bull Racing-Honda RBPT | 223    |
| 3    | 44  | Lewis Hamilton   | Mercedes                   | 180    |
| 4    | 14  | Fernando Alonso  | Aston Martin-Mercedes      | 170    |
| 5    | 55  | Carlos Sainz jr. | Ferrari                    | 142    |
| 6    | 16  | Charles Leclerc  | Ferrari                    | 123    |
| 7    | 63  | George Russell   | Mercedes                   | 109    |
| 8    | 4   | Lando Norris     | McLaren-Mercedes           | 97     |
| 9    | 18  | Lance Stroll     | Aston Martin-Mercedes      | 47     |
| 10   | 31  | Pierre Gasly     | Alpine-Renault             | 45     |

### Constructeurs
| Pos. | Constructeur               | Punten |
| ---- | -------------------------- | ------ |
| 1    | Red Bull Racing-Honda RBPT | 597    |
| 2    | Mercedes                   | 289    |
| 3    | Ferrari                    | 265    |
| 4    | Aston Martin-Mercedes      | 217    |
| 5    | McLaren-Mercedes           | 139    |
| 6    | Alpine-Renault             | 81     |
| 7    | Williams-Mercedes          | 21     |
| 8    | Haas-Ferrari               | 12     |
| 9    | Alfa Romeo-Ferrari         | 10     |
| 10   | AlphaTauri-Honda RBPT      | 5      |